# 夏洛蒂·澈奇
夏洛蒂·瑪莉·澈奇（Charlotte Maria Church，又译夏洛蒂·瑪麗亞·丘奇；1986年2月21日—），威尔士歌手、电视节目主持人。童年时期以古典跨界歌手身分闻名世界。2005年起转向流行音乐。
截至2007年，她已在世界各地售出超过1000万张唱片，虽然她的前三首古典跨界专辑占据了她的大部分唱片销量。

## 私生活
夏洛蒂和（加文·韓森）Gavin Henson育有兩個小孩：女兒（露比·梅根）Ruby Megan(出生於2007年9月20日)及兒子（德克斯特·洛伊德）Dexter Lloyd(出生於2009年1月11日)。

## 外部連結
- （英文）charlotte Church Video